# Берёзовый (Воронежская область)
Берёзовый — хутор в Петропавловском районе Воронежской области.
Входит в состав Старокриушанского сельского поселения.

## География

### Улицы
- ул. Берёзовая

## Население
| 2010 |
| ---- |
| 0    |